# Angerona
Angerona är ett släkte av fjärilar som beskrevs av Philogène Auguste Joseph Duponchel 1829. Angerona ingår i familjen mätare, Geometridae.

## Bildgalleri

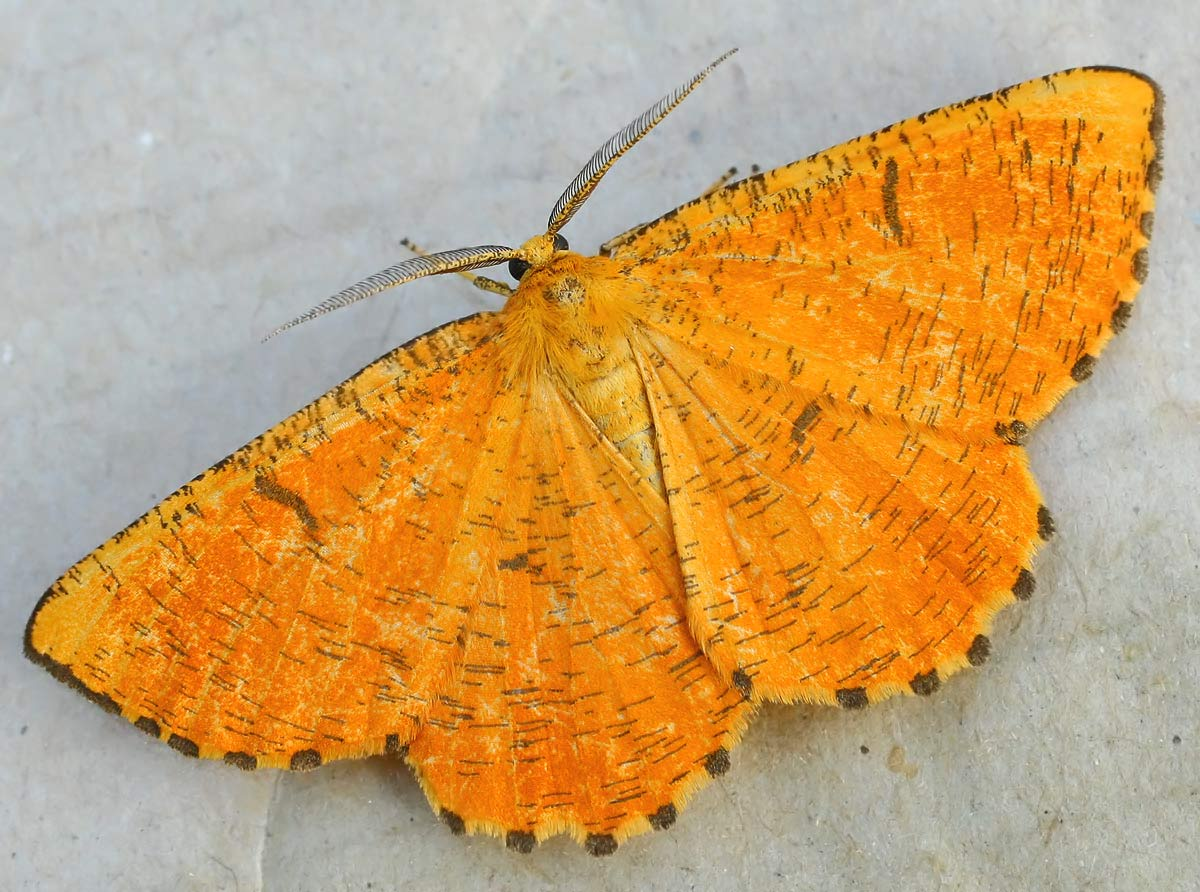
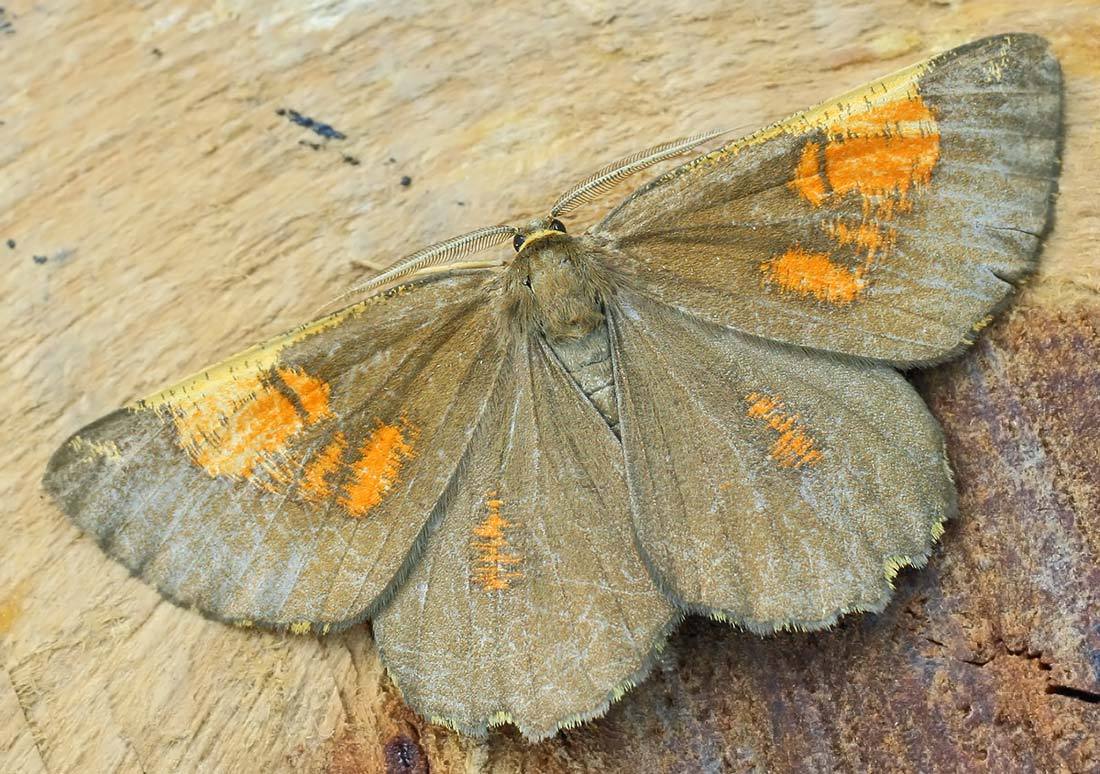
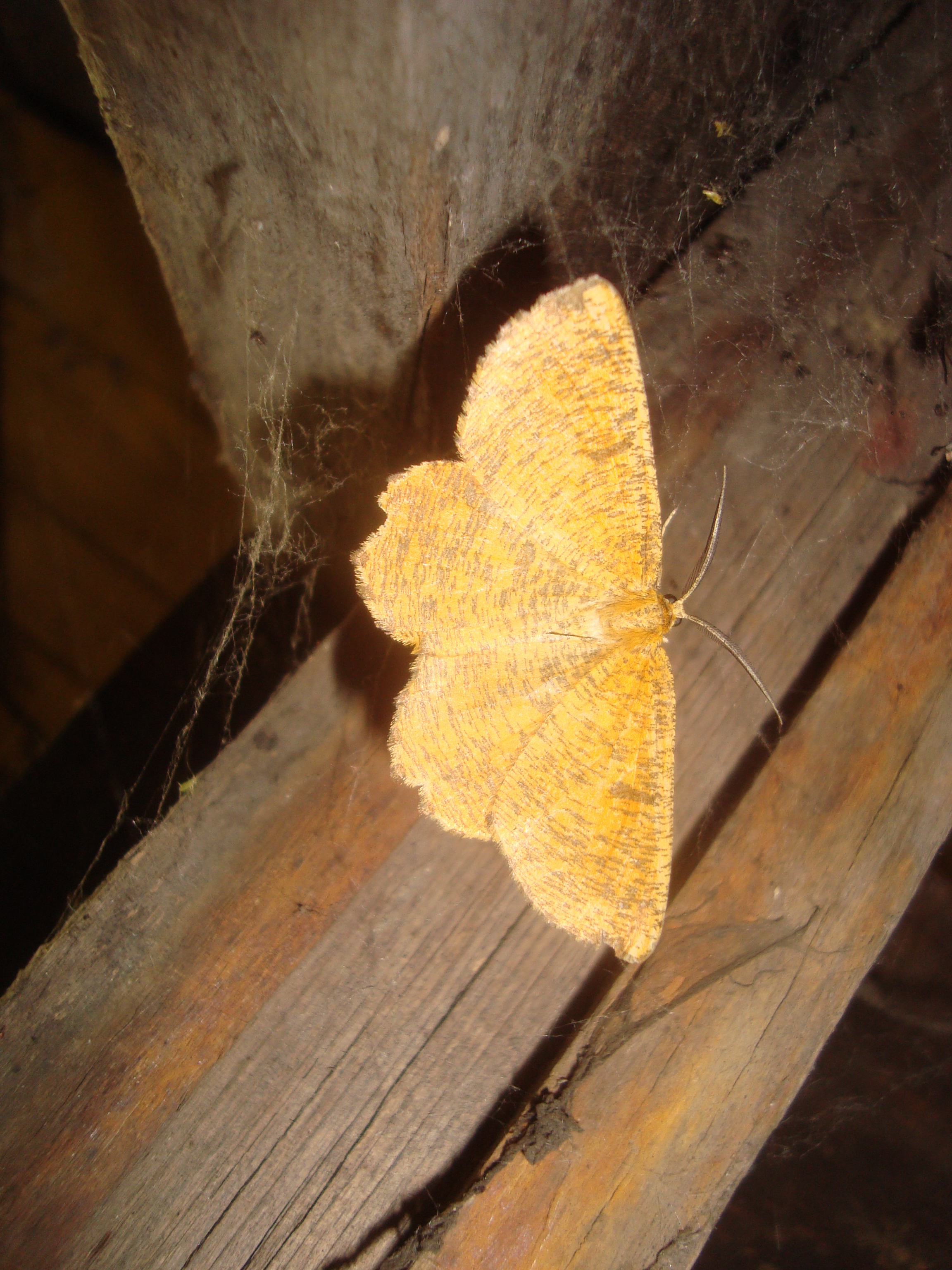
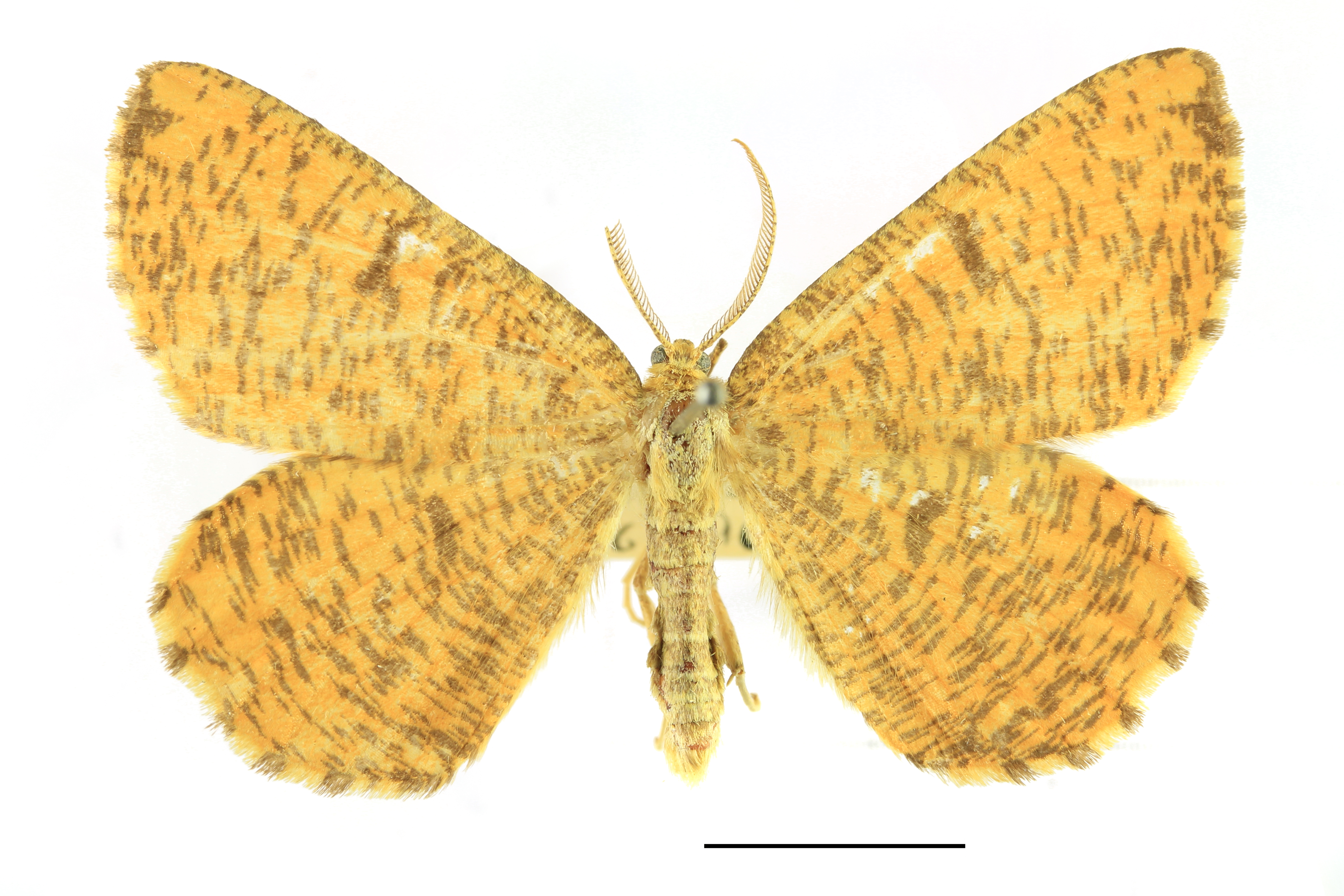
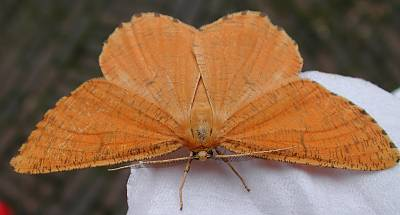
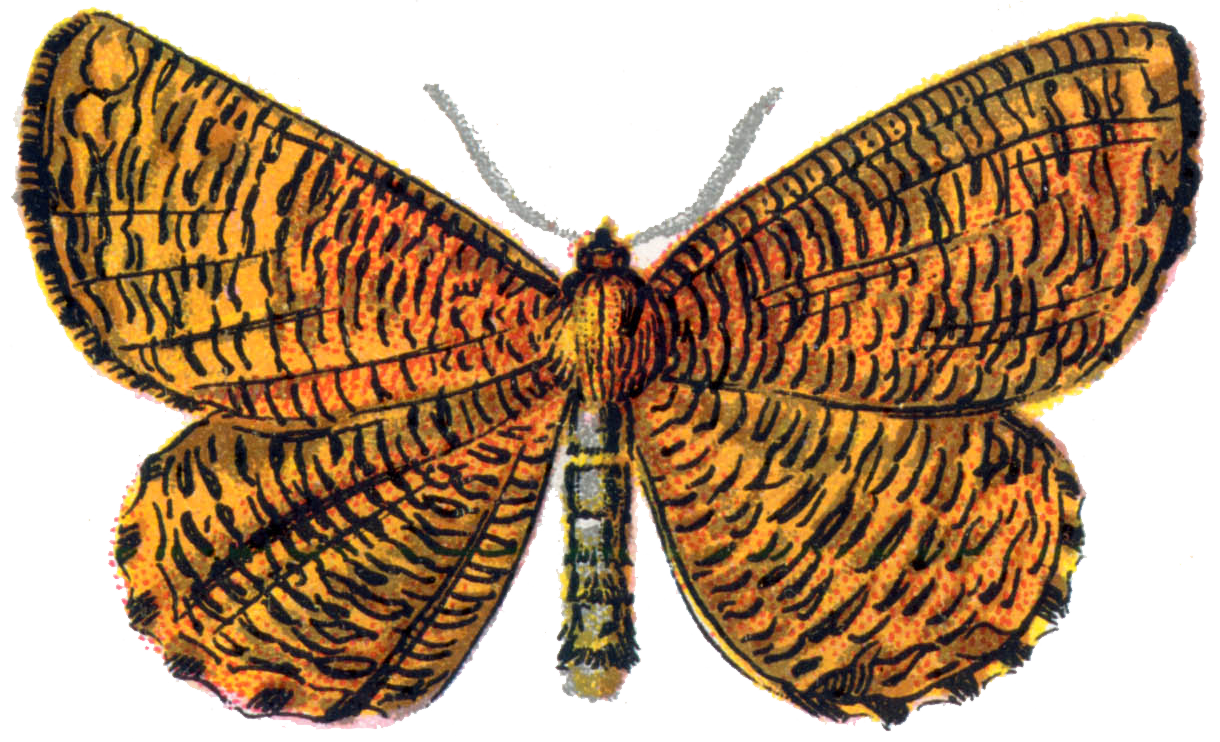

## Dottertaxa tillAngerona, i alfabetisk ordning[1][2]
- Angerona alpina
- Angerona aquafortis
- Angerona aurea
- Angerona aureocincta
- Angerona bimacularia
- Angerona bistrigata
- Angerona clercata
- Angerona constirpataria
- Angerona coreola
- Angerona corticalis
- Angerona corylaria
- Angerona diluta
- Angerona dimidiata
- Angerona dominans
- Angerona douglasaria
- Angerona duplo-minor
- Angerona extrema
- Angerona feminaecoloris
- Angerona franckaria
- Angerona fulvularia
- Angerona fuscapicata
- Angerona fuscaria
- Angerona griseoguttata
- Angerona hasebroekii
- Angerona infuscata
- Angerona intensa
- Angerona juncta
- Angerona kentearia
- Angerona luteosordida
- Angerona minor
- Angerona mongoligena
- Angerona nigrilineata
- Angerona nigrisparsa
- Angerona nigrolimbata
- Angerona ochreata
- Angerona pallescens
- Angerona pallida
- Angerona pallidaria
- Angerona parvula
- Angerona pickettaria
- Angerona pluriguttata
- Angerona poeusaria
- Angerona postfusca
- Angerona postmarginata
- Angerona prouterona
- Angerona prunaria
- Angerona purpurascens
- Angerona rufaria
- Angerona selectaria
- Angerona siberica
- Angerona smartaria
- Angerona sordiata
- Angerona sordidata
- Angerona spangbergi
- Angerona striolata
- Angerona subalpinaria
- Angerona subsordiata
- Angerona suffusa
- Angerona turbata
- Angerona unicolor
- Angerona unicoloraria
- Angerona valens
- Angerona wenzeli